# × Dactylanthera
× Dactylanthera – hybrydowy rodzaj roślin z rodziny storczykowatych (Orchidaceae). Obejmuje 4 gatunki mieszańcowe zarejestrowane w Europie we Francji i Polsce. Formuła hybrydowa to Dactylorhiza × Platanthera.

## Systematyka
Rodzaj sklasyfikowany do podplemienia Orchidinae w plemieniu Orchideae, podrodzina storczykowe ( Orchidoideae), rodzina storczykowate (Orchidaceae), rząd szparagowce (Asparagales) w obrębie roślin jednoliściennych.
Wykaz gatunków
- × Dactylanthera chevallieriana (E.G.Camus) J.M.H.Shaw
- × Dactylanthera fournieri (E.Royer) J.M.H.Shaw
- × Dactylanthera intermedia (Bernacki) J.M.H.Shaw
- × Dactylanthera martysiensis (Balayer) J.M.H.Shaw